# U-301
U-301 — средняя немецкая подводная лодка типа VIIC времён Второй мировой войны.

## История
Заказ на постройку субмарины был отдан 6 августа 1940 года. Лодка была заложена 12 февраля 1941 года на верфи Флендер-Верке, Любек, под строительным номером 301, спущена на воду 25 марта 1942 года. Лодка вошла в строй 9 мая 1942 года под командованием оберлейтенанта Вилли-Родериха Кёрнера.

### Флотилии
- 9 мая — 30 сентября 1942 года — 5-я флотилия (учебная)
- 1 октября — 31 декабря 1942 года — 1-я флотилия
- 1 января — 21 января 1943 года — 29-я флотилия

### История службы
Лодка совершила 3 боевых похода, успехов не достигла. Потоплена 21 января 1943 года в Средиземноморье, в районе с координатами 41°27′ с. ш. 07°04′ в. д. торпедами с британской подводной лодки «Сахиб». 45 человек погибли, единственный выживший был поднят на «Сахиб».

### Волчьи стаи
U-301 входила в состав следующих «волчьих стай»:
- Panther 10 — 14 октября 1942
- Puma 16 — 30 октября 1942